# 拉布拉他天文台
拉布拉他天文台（Observatorio Astronómico de La Plata）是位於阿根廷布宜諾斯艾利斯省首府拉布拉他的天文台，IAU代碼是839。

## 歷史
拉布拉他是一座規劃城市，在布宜諾斯艾利斯成為阿根廷首都後，成為該省的新首府。1881年5月7日，拉布拉他的創始人、後來的布宜諾斯艾利斯省省長達爾多·羅查（Dardo Rocha）下令建造天文台。在該法令中，工程部為包括天文台在內的幾座公共建築制定了計劃並編制了預算。
拉布拉他天文台建造始於 1883 年 11 月，即巴黎天文台向布宜諾斯艾利斯布拉加多市運送天文儀器以觀測金星凌日現象的一年之後。這些儀器是由布宜諾斯艾利斯省購買的，用於觀察這一事件。
第一任主任是法國海軍中尉弗朗西斯科·貝夫（Francisco Beuf，土倫海軍天文台台長）。

## 發現
拉布拉他天文台所取得的一些成就包括發現彗星C/1913 Y1和船尾座CP。拉布拉他天文台開展了廣泛的天文測量工作，記錄了多年來的氣象資料和緯度變化。
1924年4月28日，約翰內斯·哈特曼在拉布拉他天文台發現了小行星1029（La Plata），根據Lutz D. Schmadel在其詞典(第 88 頁)中的解釋，它代表拉普拉塔市。